# Paula Huber-Saffer
Paula Huber-Saffer (* 12. November 2005) ist eine deutsche Basketballspielerin.

## Werdegang
Huber-Saffer spielte in der Jugend des SC Rist Wedel, einer ihrer Trainer war Marc Köpp, sowie für den Verein in der 1. Regionalliga und auch in der 2. Bundesliga. Im Sommer 2023 nahm Huber-Saffer an der U19-Weltmeisterschaft teil.
In der Saison 2023/24 spielte sie für den Zweitligisten BG Rotenburg/Scheeßel sowie mit zweiter Lizenz für den Regionalligisten Ahrensburger TSV. Bei der U20-EM war Huber-Saffer Mitglied der deutschen Auswahl.
Im Sommer 2024 wechselte sie zum Bundesligisten Eisvögel USC Freiburg und nahm in der Stadt des Weiteren ein Studium auf.